# 砷酸明礬石
砷酸明礬石（英語：Beudandite）是一種次生礦物，產於多金屬礦床的氧化帶。含鉛、鐵、砷酸鹽、硫酸鹽，端元分子式為：PbFe3(OH)6SO4AsO4。
砷酸明礬石屬於明礬石礦物的一個成員，似軟錳礦（corkite）的砷酸鹽礦物。砷酸明礬石與鉛鉄砷酸礦（segnitite）和鉛硫銻鉛礦（plumbojarosite）形成固溶體。 
砷酸明礬屬三斜晶系，晶體呈板狀、銳角菱面體、假立方和假立方八面體等多種晶體習性。
伴生礦物包括胭脂紅石、臭蔥石、硫鐵礦、菱鐵礦、橄欖石、乳砷鉛銅石（bayldonite）、砷銅鉛礦（duftite）、白鉛礦和藍銅礦。

## 發現
砷酸明礬石於1826年首次白發現在德國萊茵蘭－普法爾茨州韋斯特瓦爾德Wied Iron Spar區的路易斯礦，Armand Lévy以法國礦物學家 François Sulpice Beudant（1787年－1850年）的名字命名。